# Systems Network Architecture
Systems Network Architecture (SNA) – architektura sieciowa firmy IBM, stworzona w 1974.
SNA oparte jest na dwupunktowym komunikowaniu się urządzeń zwanych jednostkami fizycznymi (ang. PU, physical units) w ramach sesji zwanych jednostkami logicznymi (ang. LU, logical units). Rolę jednostek fizycznych spełniały rozmaite terminale, sterowniki komunikacyjne, multipleksery, drukarki i procesy czołowe (Front End Processor, FEP) - ich zadaniem było zapewnienie komunikacji na najwyższym poziomie za pomocą przepytywania (ang. polling) poszczególnych sterowników komunikacyjnych (ang. cluster controllers), z których każdy realizował analogiczne przepytywanie w stosunku do podporządkowanych sobie terminali.
IBM-owska architektura SNA miała na celu zapewnienie szybkiej obsługi żądań klienckich i niezawodnego realizowania transakcji. Dostęp do zasobów komputera centralnego, nawet przy umiarkowanej szybkości 4800 b/s był niemal natychmiastowy, co głównie wynikało z blokowego charakteru terminali 3270 i pseudokonwersacyjnego trybu aplikacji.  
Sieć oparta na SNA wymaga precyzyjnego zarządzania. Była to architektura zamknięta, dlatego też ustalającym standardy i głównym dostawcą sprzętu był IBM, chociaż spotyka się rozwiązania sprzętowe i software'owe innych firm wspierające architekturę SNA (m.in. Cisco, Proteon, Microsoft, HP). W trakcie swojego przeszło 30-letniego żywota architektura ta była sukcesywnie dostosowywana do rosnących potrzeb biznesu i rozwijających się środowisk sieciowych.
Mimo swojego ogromnego wkładu w rozwój pierwotnych technik komunikacji danych, żywot SNA dobiega końca wypierany przez otwarte protokoły internetowe, jednakże jest w dalszym ciągu używany w wielu istniejących rozwiązaniach.